# Rossfjorden
Rossfjorden er en fjordarm af Malangen i Lenvik kommune i Troms og Finnmark fylke  i Norge. Fjorden er 4,5 kilometer lang og går mod syd, fra indløbet mellem Kråknes og Rossfjordneset, til Straumsnes i fjordbunden.
Det ligger gårde langs hele fjorden på begge sider, men de eneste bygder er Straumsnes og Straumen i fjordbunden. Rossfjordvatnet, som går over 11 kilometer videre mod syd, er en del af det samme fjord/dal-system som Rossfjorden. Den inderste, smalle del af fjorden bliver kaldt Rossfjordstraumen. 
Fylkesvej 265 (Troms) går langs vestsiden af fjorden, mens Fylkesvej 261 (Troms) går langs østsiden.